# 温卡华
温卡华（1955年10月—），男，壮族，广西陆川人，中华人民共和国政治人物。南宁师范学院政治教育系政治专业毕业，中央民族大学少数民族经济研究所中国少数民族经济专业学历。

## 生平
1972年7月参加工作，1982年7月加入中国共产党。历任共青团广西区委学校部部长、组织部部长、副书记、书记，中共梧州市委副书记，中共北海市委书记、市人大常委会主任等职。2003年4月，任中共广西壮族自治区党委常委，2009年2月兼任区委政法委书记。2016年1月，被补选为广西壮族自治区政协副主席。